# 九龍巴士260X線
九龍巴士260X線是香港的一條日間巴士路線，來往屯門（寶田邨）及紅磡站，途經建生邨、良田、紅橋及屯門市中心，取道屯門公路、汀九橋及西九龍公路往返佐敦及尖沙咀。
本線是屯門區唯一取道西九龍公路直接來往九龍南的全日路線，也是新界西三條西九龍公路全日路線之一（另外兩條為九龍巴士268B線和九龍巴士269B線）。

## 歷史
本線的前身為早上繁忙時間特別線258B及258C，258B於1991年9月9日投入服務，由屯門良景邨單向往尖沙咀碼頭；258C於1992年1月27日投入服務，由屯門建生邨單向往尖沙咀碼頭。
於2000年8月27日，本線正式開辦，取代258B及258C線，是屯門區唯一取道西九龍公路直接來往市區的全日非過海路線。初時九龍區總站設於九龍地鐵站，雖然九龍地鐵站鄰近西九龍公路及西區海底隧道出入口，但先要途經尖沙咀及佐敦，再返回九龍地鐵站總站或連翔道到西九龍公路往屯門，而欲於九龍地鐵站前往屯門，一般都會到西區海底隧道出口乘搭往屯門的過海隧道路線，故此本路線在九龍地鐵站總站上落客的乘客極少。
本線開辦時，於早上繁忙時間設有山景邨及大興邨特別車，於2003年6月7日之後也有富泰邨特別車（後來在2005年9月24日改編號為260A並延長至兆康苑，平日只在07:30開出一班），因258B及258C線停駛，令260X沿線沒有直接車前往旺角南及油麻地，不便乘客。於2001年8月20日，山景邨特別車分拆成260P，260P線先前往佐敦及尖沙咀，再經加士居道返回旺角（近雅蘭酒店）作總站。260P線只在平日在山景開出固定班次2班（07:25、07:40）。
本線原訂於2002年遷往紅磡車站，但由於將軍澳區有計劃將93K及297合併成新線293，而293總站亦以紅磡車站作總站，令260X因紅磡車站沒有多餘車坑停泊，計劃告吹。但將軍澳居民反對合併93K及297，故合併計劃取消，因此屯門西區區議員重提將260X延長至紅磡車站，結果於2004年2月15日，260X的九龍區總站遷往紅磡車站，以減少繞路及方便乘客前往紅磡區或轉乘直通車。由於屯門有區議員稱260X搬站後會影響部份九龍地鐵站之乘客，故此為方便原有乘客，於黃昏繁忙時間增設特別車260S，由廣東道麗澤中學開返寶田邨，平日固定班次4班（1730、1800、1830、1900）。
隨著西鐵綫的九龍南綫於2009年8月16日通車，兆康苑及附近居民可選乘西鐵綫列車直達佐敦（在柯士甸站下車）、尖沙咀及紅磡，對260A、260P及260S線客量造成沉重打擊，最終支撐不住，260A及260S先後於2009年10月18日及10月25日永久停駛，260P於2011年9月11日永久停駛。

### 運作簡史
- 2000年8月27日：本線開辦，來往寶田邨及九龍站，取代258B及258C的服務。
- 2001年8月20日：山景邨特別班次分拆為260P。
- 2003年6月7日：開辦富泰邨早上繁忙時間特別車。
- 2004年2月15日：本線九龍區總站遷往紅磡站，並加設輔助線260S。
- 2005年9月24日：富泰邨特別班次分拆為260A，並延長至兆康苑。
- 2008年6月8日：九巴加價。
- 2009年10月19日：260A線取消。
- 2009年10月25日：本線調整班次。
- 2009年10月26日：260S線取消。
- 2011年1月2日：受廣深港高速鐵路西九龍站工程影響，本線往紅磡站方向改為途經D1A(N)路、D1A(S)路及匯翔道，然後返回原線。
- 2011年5月15日：九巴加價。
- 2011年9月19日：260P線取消。
- 2012年12月26日：配合屯門公路巴士轉乘站（南行）啟用，往紅磡站方向加停該站，並提供59M、61M、67M、68A轉乘本路線的轉乘優惠[4]。
- 2013年1月26日：配合屯門公路巴士轉乘站（南行）增加轉乘路線，提供58M、60M、66M轉乘本路線的轉乘優惠[4]。
- 2013年7月27日：配合屯門公路轉車站往屯門方向啟用，往寶田方向於該處增設分站，並提供屯門來往市區的八達通轉乘優惠。
- 2015年3月21日：增設到站時間預報。[5]
- 2018年7月3日：260X線延長紅磡站開出尾班車時間至01:00。[6]
- 2018年9月23日：260X線往紅磡站方向繞經匯民道，並增設「西九龍站」；往寶田方向則增設「佐敦道」站。[7]

## 服務時間及班次
常規班次
| 屯門（寶田邨）開 | 屯門（寶田邨）開 | 屯門（寶田邨）開 | 紅磡站開         | 紅磡站開    | 紅磡站開     |
| 日期             | 服務時間         | 班次（分鐘）     | 日期             | 服務時間    | 班次（分鐘） |
| ---------------- | ---------------- | ---------------- | ---------------- | ----------- | ------------ |
| 星期一至五       | 05:30            | 05:30            | 星期一至五       | 06:50-11:30 | 20           |
| 星期一至五       | 05:50-06:50      | 15               | 星期一至五       | 11:30-16:30 | 15           |
| 星期一至五       | 06:50-08:31      | 8-12             | 星期一至五       | 16:30-17:30 | 10           |
| 星期一至五       | 08:31-08:59      | 14               | 星期一至五       | 17:30-00:00 | 6-9          |
| 星期一至五       | 08:59-10:30      | 13               | 星期一至五       | 00:00-01:00 | 15           |
| 星期一至五       | 10:30-17:00      | 15               |                  |             |              |
| 星期一至五       | 17:00-17:30      | 10               |                  |             |              |
| 星期一至五       | 17:30-19:00      | 15               |                  |             |              |
| 星期一至五       | 19:00-23:20      | 20               |                  |             |              |
| 星期六           | 05:30-07:00      | 15               | 星期六           | 06:50-07:50 | 20           |
| 星期六           | 07:00-08:36      | 9/10             | 星期六           | 07:50-08:50 | 15           |
| 星期六           | 08:36-11:00      | 12               | 星期六           | 08:50-10:10 | 10           |
| 星期六           | 11:00-15:10      | 10               | 星期六           | 10:10-12:10 | 15           |
| 星期六           | 15:10-16:00      | 8/9              | 星期六           | 12:10-13:10 | 12           |
| 星期六           | 16:00-18:00      | 10               | 星期六           | 13:10-23:59 | 6-10         |
| 星期六           | 18:00-19:00      | 15               | 星期六           | 23:59-01:00 | 15/16        |
| 星期六           | 19:00-21:00      | 20               |                  |             |              |
| 星期六           | 21:00-23:00      | 15               |                  |             |              |
| 星期六           | 23:20            |                  |                  |             |              |
| 星期日及公眾假期 | 05:30-07:00      | 15               | 星期日及公眾假期 | 06:50-07:50 | 15           |
| 星期日及公眾假期 | 07:00-12:00      | 12               | 星期日及公眾假期 | 07:50-09:50 | 12           |
| 星期日及公眾假期 | 12:00-17:00      | 10               | 星期日及公眾假期 | 09:50-12:50 | 15           |
| 星期日及公眾假期 | 17:00-18:00      | 12               | 星期日及公眾假期 | 12:50-21:00 | 9/10         |
| 星期日及公眾假期 | 18:00-20:00      | 20               | 星期日及公眾假期 | 21:00-23:00 | 7/8          |
| 星期日及公眾假期 | 20:00-21:00      | 12               | 星期日及公眾假期 | 23:00-00:00 | 10           |
| 星期日及公眾假期 | 21:00-23:00      | 15               | 星期日及公眾假期 | 00:00-01:00 | 20           |
| 星期日及公眾假期 | 23:20            |                  |                  |             |              |

特別班次（大興邨 → 紅磡站）
- 星期一至六：07:35、08:05

星期日及公眾假期不設服務

## 收費
全程：$16.5
- 屯門（寶田邨）往華都花園或之前：$4.8（只適用於常規班次）
- 西九龍站起往紅磡站：$5.6
- 屯門公路轉車站起往屯門（寶田邨）：$9.2
- 屯門市中心往屯門（寶田邨）：$4.8

| - 本線設有12歲以下小童及65歲或以上長者半價優惠。 - 65歲或以上香港居民使用「樂悠咭」，以及12歲以下合資格殘疾兒童使用「殘疾人士身份」個人八達通繳付車資，均可享有每程$2.0或半價（以較低者為準）的票價優惠；12至64歲合資格殘疾人士使用「殘疾人士身份」個人八達通（包括「樂悠咭」），以及60至64歲香港居民使用「樂悠咭」繳付車資，均可享有每程$2.0或全費（以較低者為準）的票價優惠。 - 65歲或以上長者如使用長者或一般個人八達通繳付車資，則只可享有半價優惠；12至64歲合資格殘疾人士如不使用「殘疾人士身份」個人八達通，以及60至64歲人士如不使用「樂悠咭」繳付車資，必須繳付全費。 - 乘客可以現金或八達通於上車時付款，不設找續。 - 每位成人乘客可免費攜帶最多兩名4歲以下而不佔座位的兒童乘客乘車，超額之4歲以下小童必須繳付小童車費乘車。 - 持有「九巴月票」之乘客在車票有效期內，每日可享最多10程任何九龍巴士及龍運巴士路線（包括本路線，以及聯營路線的九龍巴士／龍運巴士提供的班次；惟乘搭機場「A」及「NA」線則可享原價二七折優惠（不會計算每天10次合資格車程））；而B1線則每日可享最多各2程（不會計算每天10次合資格車程）。 - 九龍巴士、城巴、龍運巴士及陽光巴士全職員工及家屬（不包括外判職員）可免費乘搭本路線，惟必須拍職員或職員家屬八達通。 - 乘客亦可透過多元化電子支付系統（e度嘟）繳付車資，包括使用非接觸式VISA卡、JCB卡、萬事達卡、銀聯卡、美國運通、大來國際、Discover Card、Apple Pay、Google Pay、Samsung Pay、AlipayHK「易乘碼」、支付寶、WeChatHK／微信支付「搭車碼」、銀聯雲閃付「乘車碼」及BOC Pay「乘車碼」。乘客使用此付款方式，使用此支付方式的乘客可享有中途下車之分段收費，以及與其他九巴／龍運獨營路線或聯營線九巴／龍運班次之轉乘優惠，惟不適用於與非九巴／龍運路線之轉乘優惠，亦不能享有「公共交通費用補貼計劃」及「長者及合資格殘疾人士公共交通票價優惠計劃」。 - 帶粗體字者為雙向分段收費，乘客必須使用八達通（九巴月票除外）上車拍卡繳費，並於下車前後於指定巴士站裝設拍卡機確認八達通，方可享有分段收費優惠。 |

## 使用車輛
本路線於開辦初期，因為猛獅24.310尚未出牌，所以暫時採用3+2座位的1994年富豪奧林比安，直至猛獅24.310全數出牌後才全線使用猛獅24.310低地台巴士行走，是九巴第2條以該款巴士行走的路線。因猛獅24.310型巴士載客量較低（最高122人），令本線不勝負荷，在2002年，本線用車更換為載客量較高的丹尼士三叉戟12米巴士（共2批，其中1批是當時剛投入服務的歐盟3型引擎的丹尼士三叉戟，另1批則為原行走60M線的1998年丹尼士三叉戟），以提升載客量，再加上2002年11月16日60M線轉為全線空調巴士服務，原有的猛獅24.310巴士則調往60M線。
2008年5月，因應駛經彌敦道的巴士路線的低地台掛牌車必須是歐盟3型或以上引擎排放的巴士，所以原有的歐盟2型引擎巴士（即1輛2000年猛獅24.310型巴士、6輛1998年丹尼士三叉戟）被換走，另外58X線、67X線、68X線等路線都是駛經彌敦道，但上述路線因為受有關總站的路面限制而無法採用以後軸驅動的12米巴士，所以原有的11輛歐盟3型引擎的2002年丹尼士三叉戟12米巴士（ATR312-316、318-321、330、333）被調到上述路線，而本線因沒有任何路面限制，所以低地台巴士全數採用富豪超級奧林比安12米巴士，但行車表現大大遜色。
後來，此路線改派城市脈搏版的Enviro 500 MMC  並成為此路線主力。
2019年4月，此路線大量改派剛新出牌的富豪B8L（V6B）。到8月，此路線大量改派歐盟六型的Enviro 500 MMC 12.8M（E6X），並逐漸成為此路線的主力。
現時本線使用19輛亞歷山大丹尼士Enviro 500 MMC 12.8米（1輛12.8米ATENU、18輛12.8米E6X），均屬屯門車廠。
| 車隊編號  | 車牌   |
| --------- | ------ |
| ATENU1381 | VK2627 |
| E6X8      | WG8584 |
| E6X9      | WG9979 |
| E6X10     | WH933  |
| E6X11     | WH1008 |
| E6X18     | WH4416 |
| E6X19     | WH5832 |
| E6X20     | WH6511 |
| E6X22     | WH6864 |
| E6X25     | WH7680 |
| E6X26     | WH8437 |
| E6X34     | WJ2178 |
| E6X87     | WN7221 |
| E6X108    | WU6807 |
| E6X109    | WU7844 |
| E6X111    | WU8427 |
| E6X112    | WU8842 |
| E6X117    | WV2310 |
| E6X122    | WV4395 |

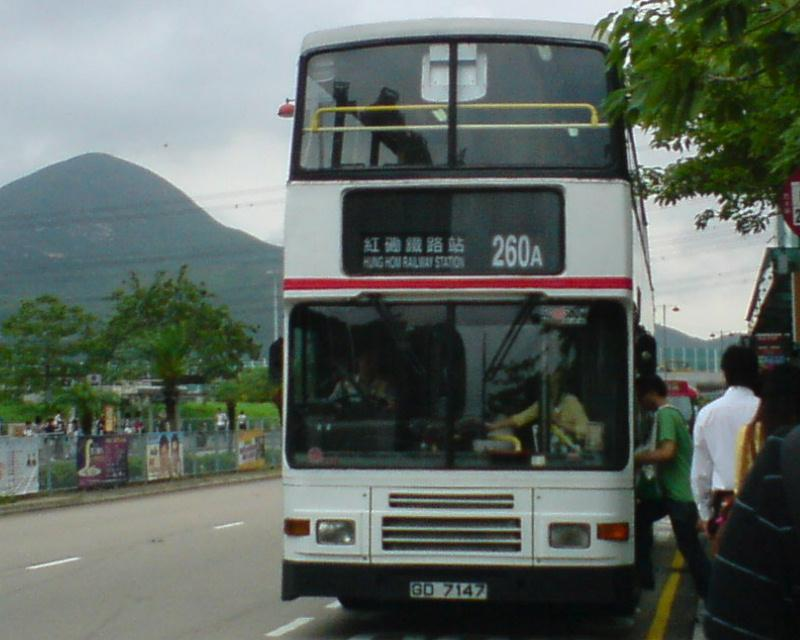
原行走260A線的空調巴士（已取消）

## 行車路線
屯門（寶田邨）開經：鳴琴路、震寰路、青田路、田景路、鳴琴路、青田路、屯門公路、屯發路、屯門公路、屯門公路巴士轉乘站、屯門公路、青朗公路（汀九橋）、青衣西北交匯處、長青公路、長青隧道、青葵公路、西九龍公路、雅翔道、佐敦道、匯民道、匯翔道、廣東道、梳士巴利道、漆咸道南、暢運道及安運道。
特別班次由屯門（大興）開出後，經:大方街、大興街、石排頭路，然後返回震寰路常規班次原有路線。
紅磡站開經：暢運道、都會道、紅磡繞道、梳士巴利道、彌敦道、眾坊街、上海街、佐敦道、連翔道、西九龍公路、青葵公路、長青隧道、長青公路、青衣西北交匯處、青朗公路（汀九橋）、屯門公路、屯喜路、屯門公路、青田路、鳴琴路、田景路、青田路、震寰路及鳴琴路。

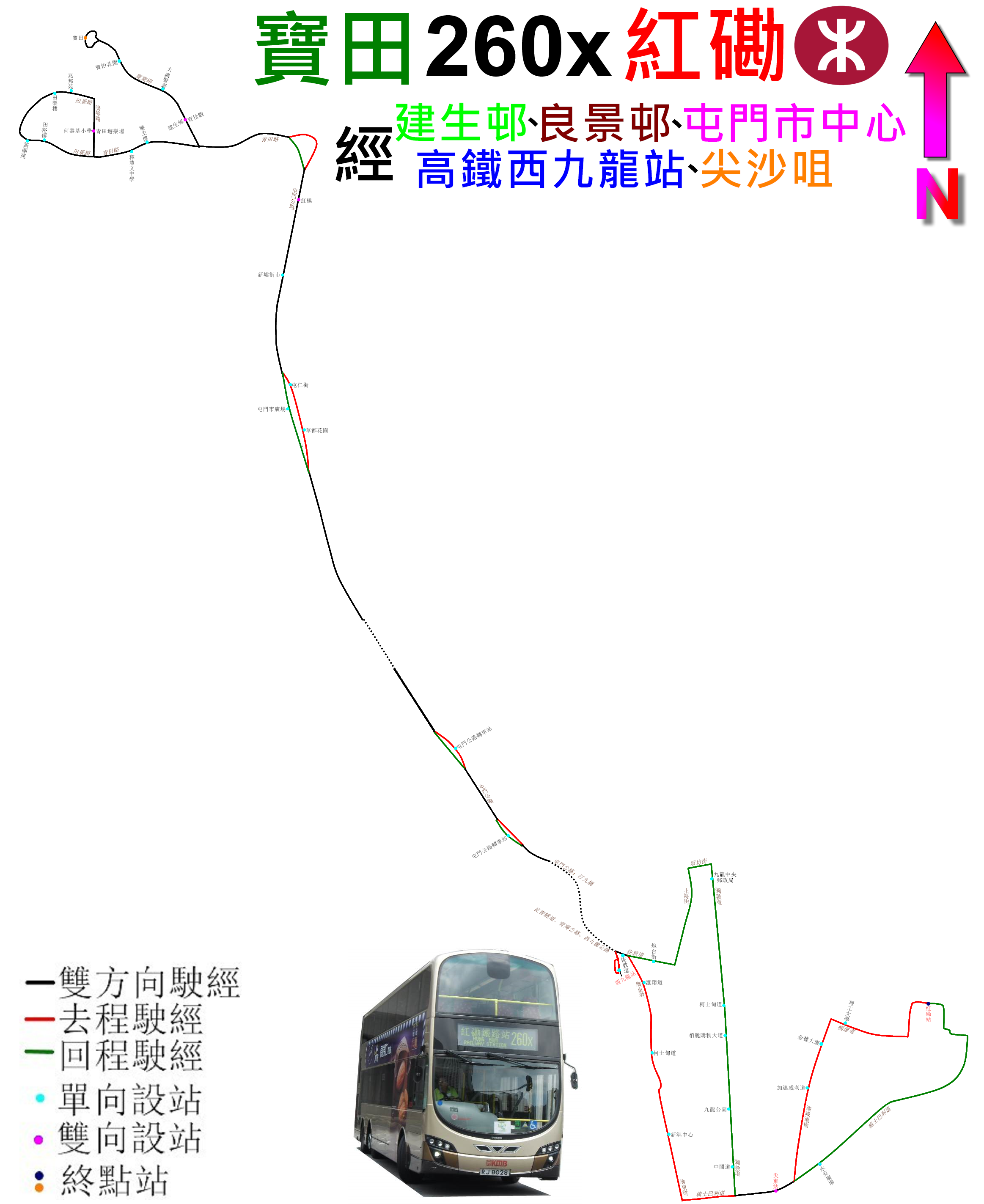
本線的走線圖

具體停站請參考資訊框。

## 客量
自從九龍巴士63X線於2009年10月18日起不再駛經尖沙咀及九龍巴士259B線於2015年12月28日取消黃昏回程服務後，本線成為屯門區唯一一條來往尖沙咀的全日路線，以取道西九龍公路直接來往佐敦及尖沙咀的吸引力，同時因為本線駛經屯門市中心，所以客量相當高。
惟自九龍南綫於2009年8月16日通車後，乘客選乘西鐵綫(今屯馬綫)即可直達尖沙咀及紅磡，客量有所下跌。但由於屯門多個屋邨屋苑均遠離屯馬綫車站，需要依賴輕鐵接駁，非常不便，而且車費也較本線昂貴，故對於屯門西北居民而言，顯得直接方便，因此仍有客量支持。但流失了部分屯門轉乘客（例如乘搭本線轉乘輕鐵或小巴前往屯門碼頭一带无緣的乘客），分支路線更因客量嚴重流失而全部停駛。直至屯門公路巴士轉乘站（南行）於2012年12月26日起啟用，本路線成為主要接駁幹線之一，方便本線未能覆蓋的屯門其他屋苑居民接駁本路線直達尖沙咀。屯門公路巴士轉乘站（北行）於2013年7月27日啟用後，進一步吸納屯門其他地區的居民使用本路線接駁。現時此路線繁忙時間，經常全車爆滿，尤其於下午繁忙時間往屯門方向較為嚴重，於佐敦的乘客經常未能登車。
此外，由紅磡站出發的末班車在01:00開出，比屯馬綫(屯門方向)在紅磡站出發的末班車00:32遲（因為要遷就輕鐵），該段時間正是深宵巴士路線客量的最高峰，屯門居民仍然不用乘搭昂貴且需要轉乘的深宵巴士回家。

## 相關事故
2024年12月25日約晚上10時，網上流傳一段影片顯示在尖沙咀彌敦道近北京道和重慶大廈對開，有一名男子在彌敦道狂奔行車線，從後追趕前往屯門的巴士，期間疑2次按下巴士車頭緊急用的太平門掣，企圖截停巴士，更繞到車長位置並以粗言穢語指罵車長，其後自行離去。警務人員經翻查閉路電視及深入調查後，於12月28日下午約5時在屯門區以涉嫌「在公眾地方行為不檢」罪名拘捕一名21歲本地男子。運輸署表示，非常關注並嚴厲譴責事件，指有關行為不但影響行駛中的巴士和車上司機和乘客安全，也為個人和其他道路使用者帶來危險，會向有關專營巴士營辦商跟進。

## 外部連結
- 九巴260X線官方網站路線資料 （页面存档备份，存于）
- Hong Kong Bus KMB ATENU1318 @ 260X 九龍巴士 Dennis Enviro500 MMC New Facelift 寶田 - 紅磡鐵路站 （页面存档备份，存于），YouTube